# 지봉로 (서울)

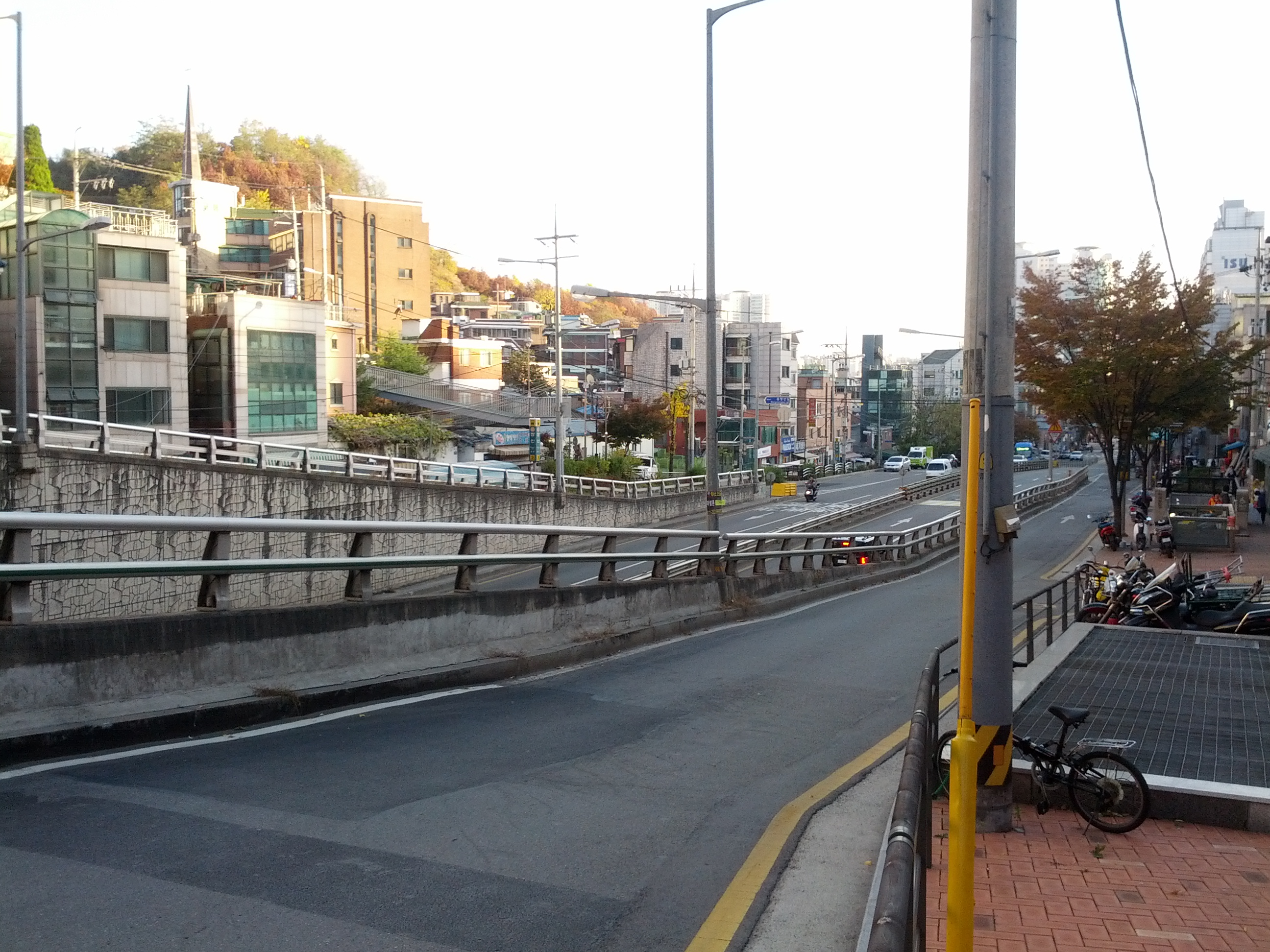
지봉로

지봉로(芝峯路, Jibong-ro)는 서울특별시 종로구 창신동 401-9에서 성북구 보문동2가 135-2를 잇는 1.80 km의 도로이다. 도로명은 조선 중기의 학자 이수광의 집인 비우당이 도로가 지나는 창신동에 있었기 때문에 그의 호를 따서 제정되었다. 창신역부터 보문역까지는 원래 동망봉을 산 위로 넘어가는 구간이었으나, 2002년부터 동망봉터널로 대체되었다.

## 역사
- 1984년 11월 7일 : 숭인동(동묘앞역)~창신초등학교~명신초등학교 간을 지봉길(芝峯―)로 명명
- 1996년 4월 : 동묘앞~창신3동주민센터 간을 2차선에서 4차선으로 확장하고, 동망봉터널을 개설하는 공사에 착수.[1]
- 2002년 12월 30일 : 동망봉터널 개통[2][3]
- 2010년 4월 22일 : 다산로 청계7가~동묘앞역 구간을 편입하여 지봉로로 개칭[4]

## 노선
- 표기된 서울특별시도는 도로법에 의하여 지정된 관리용 노선이다.
- 연한 파란색(■): 서울특별시도 제4905호선 구간
- 연한 초록색(■): 서울특별시도 제5111호선 구간

| 교차로 · 교량 · 터널                    | 접속 노선                             | 소재지                                | 소재지                                | 비고                                  |
| 서울특별시도 제4905호선 다산로와 직결   | 서울특별시도 제4905호선 다산로와 직결 | 서울특별시도 제4905호선 다산로와 직결 | 서울특별시도 제4905호선 다산로와 직결 | 서울특별시도 제4905호선 다산로와 직결 |
| --------------------------------------- | ------------------------------------- | ------------------------------------- | ------------------------------------- | ------------------------------------- |
| 다산교 (청계천)                         |                                       | 종로구                                | 창신제1동                             |                                       |
| 청계7가                                 | 서울특별시도 제50호선 청계천로        | 종로구                                | 창신제1동                             |                                       |
| 동묘앞역                                | 국도 제6호선 종로                     | 종로구                                | 창신제1동                             |                                       |
|                                         | 지봉로5길                             | 종로구                                | 창신제1동                             | 교차로 이름 없음                      |
|                                         | 지봉로13길                            | 종로구                                | 숭인제1동                             | 교차로 이름 없음                      |
| 지봉로14길                              |                                       | 종로구                                | 숭인제1동                             | 교차로 이름 없음                      |
|                                         | 동망산길                              | 종로구                                | 숭인제1동                             | 교차로 이름 없음                      |
| 동망봉터널 (동망봉)                     |                                       | 종로구                                | 숭인제1동                             |                                       |
| 성북구                                  | 보문동                                |                                       |                                       |                                       |
| 성북구                                  | 보문동                                | 보문역                                | 서울특별시도 제4801호선 보문로        |                                       |
| 서울특별시도 제5111호선 고려대로와 직결 |                                       |                                       |                                       |                                       |

## 부속도로
- ● : 전 구간 해당
- ▲ : 일부 구간 해당
- ✖ : 해당 없음

| 도로명       | 기점            | 종점           | 총연장 (m) | 차량 통행 가능 | 일방통행 | 소재지 | 소재지    |
| ------------ | --------------- | -------------- | ---------- | -------------- | -------- | ------ | --------- |
| 지봉로2길    | 창신동 436-86   | 숭인동 240-11  | 257        | ✖              | ✖        | 종로구 | 창신제1동 |
| 지봉로4길    | 숭인동 318-25   | 숭인동 240-18  | 267        | ●              | ●        | 종로구 | 창신제1동 |
| 지봉로4가길  | 숭인동 318-19   | 창신동 400-3   | 129        | ✖              | ✖        | 종로구 | 창신제1동 |
| 지봉로5길    | 숭인동 65-39    | 창신동 23-216  | 374        | ▲              | ✖        | 종로구 | 창신제1동 |
| 지봉로5길    | 숭인동 65-39    | 창신동 23-216  | 374        | ▲              | ✖        | 종로구 | 창신제3동 |
| 지봉로7길    | 숭인동 65-39    | 창신동 31-8    | 214        | ▲              | ✖        | 종로구 | 창신제1동 |
| 지봉로8길    | 창신동 74-2     | 창신동 32-2    | 298        | ●              | ✖        | 종로구 | 숭인제1동 |
| 지봉로10길   | 숭인동 61-138   | 숭인동 59-50   | 87         | ✖              | ✖        | 종로구 | 숭인제1동 |
| 지봉로11길   | 창신동 32-1     | 창신동 23-216  | 231        | ▲              | ✖        | 종로구 | 창신제3동 |
| 지봉로12길   | 창신동 32-1     | 숭인동 31-2    | 482        | ●              | ✖        | 종로구 | 숭인제1동 |
| 지봉로12가길 | 숭인동 56-61    | 숭인동 62-9    | 335        | ▲              | ✖        | 종로구 | 숭인제1동 |
| 지봉로12나길 | 숭인동 57-38    | 숭인동 56-209  | 117        | ✖              | ✖        | 종로구 | 숭인제1동 |
| 지봉로13길   | 숭인동 15-11    | 창신동 23-313  | 427        | ●              | ✖        | 종로구 | 창신제3동 |
| 지봉로13가길 | 창신동 23-815   | 창신동 23-313  | 390        | ●              | ▲        | 종로구 | 창신제3동 |
| 지봉로14길   | 숭인동 15-11    | 숭인동 39-1    | 263        | ▲              | ✖        | 종로구 | 숭인제1동 |
| 지봉로16길   | 창신동 17-51    | 숭인동 16-1    | 145        | ✖              | ✖        | 종로구 | 숭인제1동 |
| 지봉로17길   | 창신동 21-1     | 창신동 13-106  | 355        | ▲              | ✖        | 종로구 | 창신제3동 |
| 지봉로20길   | 보문동2가 137-9 | 보문동6가 72   | 417        | ●              | ▲        | 성북구 | 보문동    |
| 지봉로21길   | 보문동3가 2-1   | 보문동3가 1-13 | 267        | ●              | ✖        | 성북구 | 보문동    |
| 지봉로23길   | 보문동2가 75-12 | 보문동2가 1-3  | 305        | ●              | ●        | 성북구 | 보문동    |
| 지봉로24길   | 보문동2가 151   | 보문동5가 203  | 417        | ●              | ●        | 성북구 | 보문동    |